# Svemogući Bruce
Svemogući Bruce (eng. Bruce Almighty), jedan je od filmova koji je Jima Carreyja odbacio u najveće zvijezde komedije govori nam o tipu koji se samo žali Bogu da ga zanemaruje te da se brine samo za njegovog suparnika. Tada Bog pozove Brucea u svoj ured da mu da svoje moći pa da vidi kako je to održavati cijeli svijet. Bruce skoro uništi Zemlju, a onda se pojavi spoznaja o tome kako je teško biti Bog i održavati sve u redu.
Glavnu ulogu u filmu glumi Jim Carrey kao Bruce, njegovu djevojku glumi Jennifer Aniston dok je Bog Morgan Freeman.